# Ken Wallace
Ken Wallace, né le 26 juillet 1983 à Gosford, est un kayakiste australien pratiquant la course en ligne.

## Palmarès

### Jeux olympiques
- Jeux olympiques de 2008 à Pékin (Chine) :
  -  Médaille d'or en K1 500 m.
  -  Médaille de bronze en K1 1 000 m.

- Jeux olympiques de 2016 à Rio de Janeiro (Brésil) :
  -  Médaille de bronze en K2 1 000 m.

### Championnats du monde
- Championnats du monde de course en ligne de canoë-kayak de 2009 à Dartmouth (Canada) :
  -  Médaille de bronze en K1 500 m.

- Championnats du monde de course en ligne de canoë-kayak de 2010 à Poznań (Pologne) :
  -  Médaille d'or en K1 5 000 m.

- Championnats du monde de course en ligne de canoë-kayak de 2013 à Duisbourg (Allemagne) :
  -  Médaille d'or en K1 5 000 m.
  -  Médaille d'argent en K1 1 000 m.

- Championnats du monde de course en ligne de canoë-kayak de 2014 à Moscou (Russie) :
  -  Médaille d'or en K1 5 000 m.
  -  Médaille d'argent en K2 1 000 m.

- Championnats du monde de course en ligne de canoë-kayak de 2015 à Milan (Italie) :
  -  Médaille d'or en K1 1 000 m.
  -  Médaille d'or en K2 500 m.
  -  Médaille d'argent en K2 1 000 m.

- Championnats du monde de course en ligne de canoë-kayak de 2017 à Račice (République tchèque) :
  -  Médaille d'or en K4 1 000 m.